# Kevin Ross
Kevin Lesley Ross (Camden, 16 gennaio 1962) è un ex giocatore di football americano e allenatore di football americano statunitense per gli Arizona Cardinals della National Football League. Fu scelto nel corso del settimo giro (173º assoluto) del Draft NFL 1984 dai Chiefs. Al college giocò a football all'università di Temple. Venne inserito nella Pro Football Hall of Fame nel 2011.

## Carriera da giocatore

### Kansas City Chiefs
Ross fu scelto nel corso del settimo giro del Draft 1984 dai Chiefs. Fin da rookie mostrò le sue grandi doti fisiche e soprattutto le sue ottime coperture nei lunghi passaggi. Con i Chiefs venne scelto due volte per giocare il Pro Bowl.

### Atlanta Falcons
Nella stagione 1994 firmò un contratto di due anni con i Falcons giocando tutte le 32 partite della stagione regolare.

### San Diego Chargers
Nel 1996 piccola parentesi di un solo anno con i Chargers prima di ritornare a chiudere la sua carriera nella sua primissima squadra.

### Kansas City Chiefs
Nella sua ultima stagione da giocatore nella NFL giocò solamente 5 partite di cui nessuna da titolare.

## Carriera da allenatore
Iniziò la sua carriera come allenatore nella NFL nel 2000 con i Minnesota Vikings come assistente del capo allenatore fino al 2004.
Nel 2005 passò ai San Diego Chargers per il medesimo ruolo fino al 2009.
Il 5 marzo 2010 firmò con gli Oakland Raiders ancora con lo stesso ruolo. Nella stagione successiva assunse anche il ruolo di allenatore delle safeties.
Nel 2013 firmò con gli Arizona Cardinals come allenatore dei cornerback.

## Palmarès
- Convocazioni al Pro Bowl: 2

1989, 1990
- PFWA All-Rookie Team - 1984